# Landkreis Rosenheim
Landkreis Rosenheim är ett distrikt (Landkreis) i Oberbayern i det tyska förbundslandet Bayern. Administrationen ligger i den angränsande kretsfri staden Rosenheim.

## Geografi
Distriktet ligger norr om Alperna och kännetecknas av flera insjöar.